# Jogos Olímpicos de Inverno de 1980
Os Jogos Olímpicos de Inverno de 1980, oficialmente XIII Jogos Olímpicos de Inverno, foram um evento multiesportivo celebrados entre 13 e 24 de fevereiro de 1980 em Lake Placid, Nova Iorque, nos Estados Unidos. Contou com a participação de 1072 atletas, sendo 840 homens e 232 mulheres representando 37 países. Lake Placid recebeu as Olimpíadas de Inverno pela segunda vez na história, a primeira em 1932.

## Processo de candidatura
Quatro cidades originalmente anunciaram suas intenções de candidatura: Lake Placid, a conjunta Vancouver-Garibaldi (Canadá), Lahti (Finlândia) e Chamonix (França). Lahti e Chamonix desistiram antes mesmo de apresentarem suas candidaturas, enquanto Vancouver não recebeu o apoio do governo da Colúmbia Britânica, desistindo em 4 de outubro de 1974, o que levou Lake Placid ser candidata única. Dezenove dias depois em Viena, o COI ratificou Lake Placid como sede dos jogos.

## Modalidades disputadas

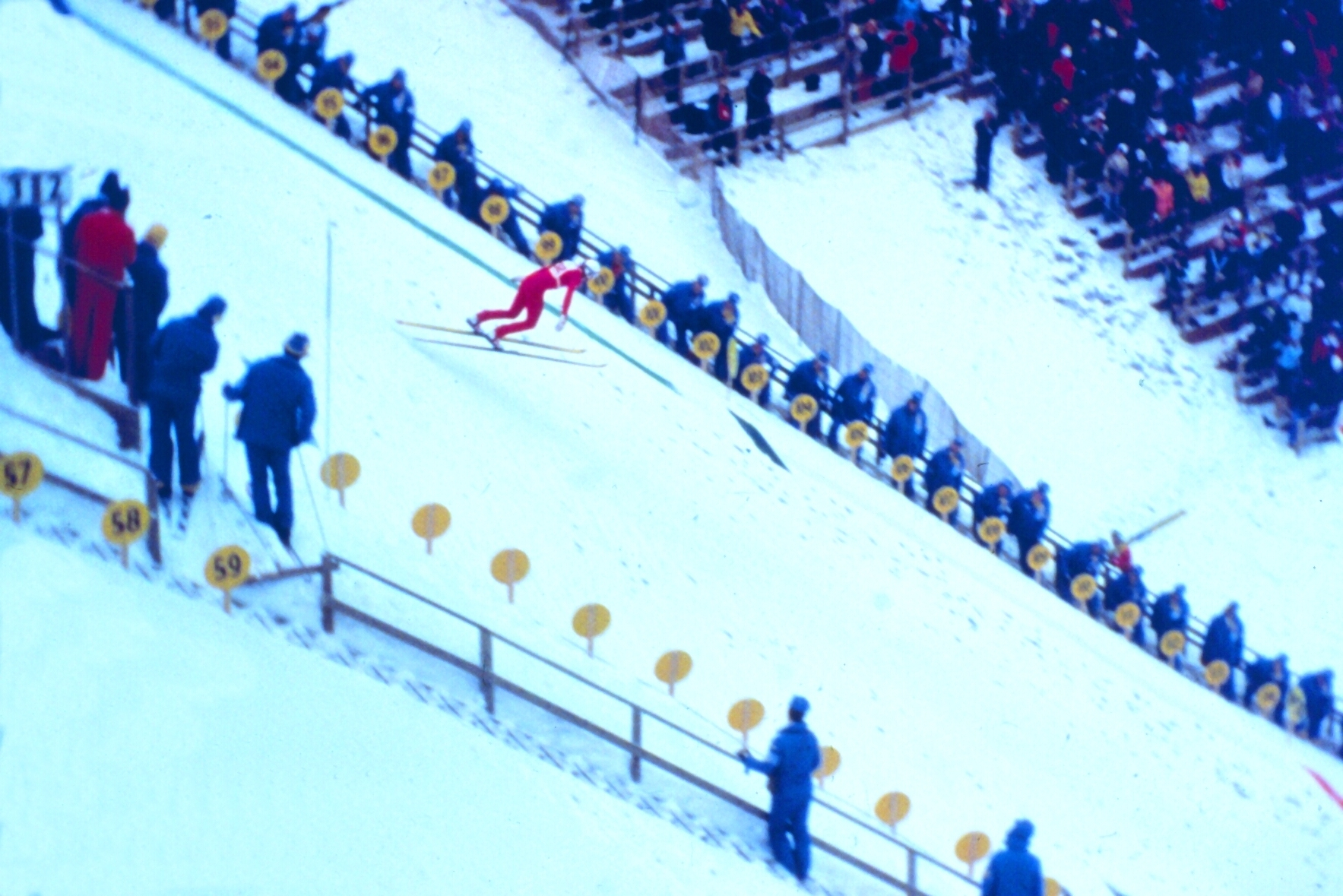
Atleta compete no salto de esqui

- Biatlo
- Bobsleigh
- Combinado nórdico
- Esqui alpino
- Esqui cross-country
- Luge
- Salto de esqui
- Hóquei no gelo
- Patinação artística
- Patinação de velocidade

## Países participantes

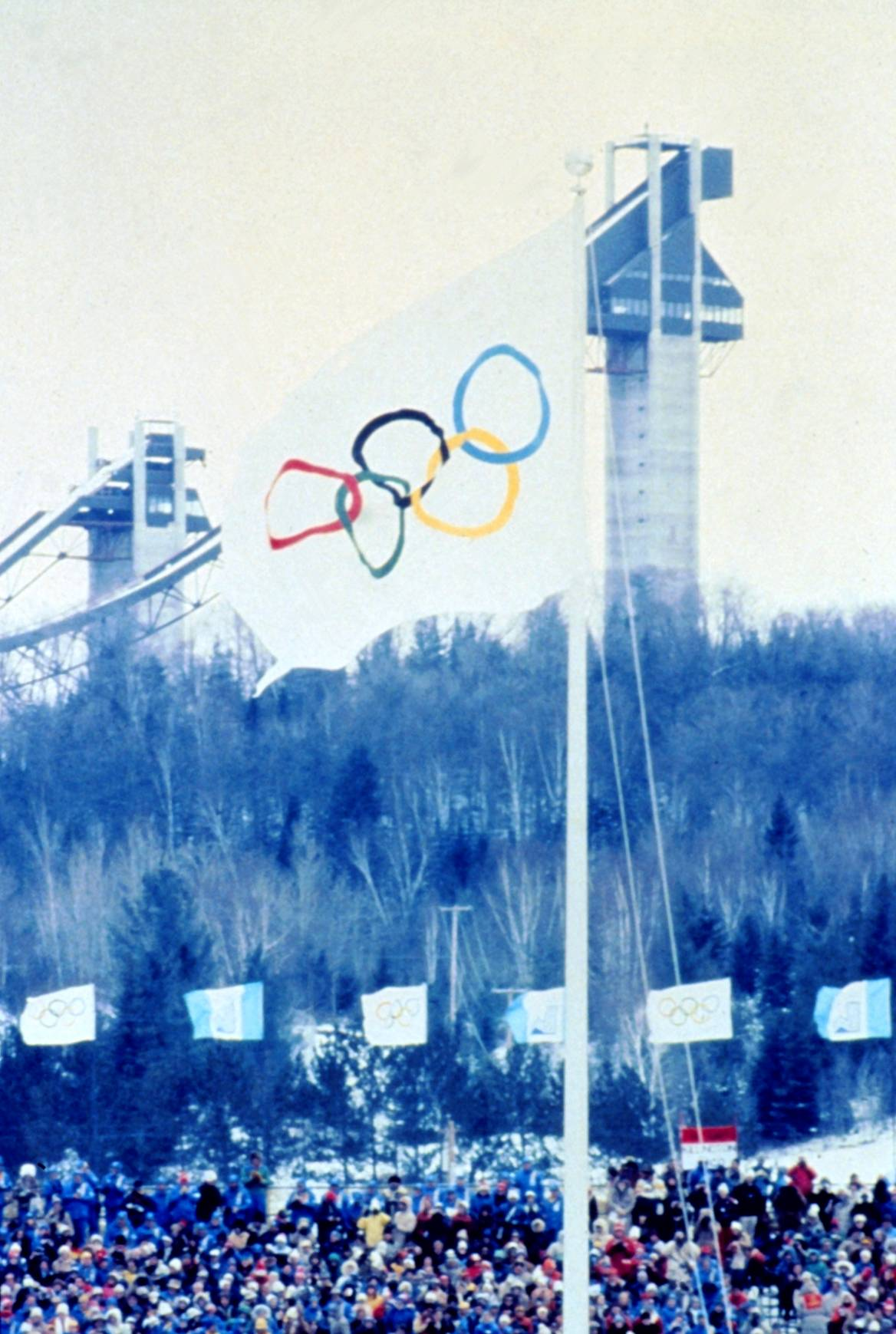
Bandeira olímpica hasteada durante a cerimônia de abertura em Lake Placid

Um total de 37 nações enviaram representantes para os Jogos. Três países participaram dos Jogos Olímpicos de Inverno pela primeira vez: República Popular da China, Chipre e Costa Rica. A República da China boicotou os Jogos devido ao reconhecimento da República Popular da China como "China" por parte do Comitê Olímpico Internacional, e a obrigação de competir com o nome "Taipé Chinês".
Na lista abaixo, o número entre parênteses indica o número de atletas por cada nação nos Jogos:
- FRG Alemanha Ocidental (80)
- GDR Alemanha Oriental (53)
- AND Andorra (3)
- ARG Argentina (12)
- AUS Austrália (9)
- AUT Áustria (43)
- BEL Bélgica (3)
- BOL Bolívia (3)
- BUL Bulgária (8)
- CAN Canadá (58)
- TCH Checoslováquia (41)
- CHN China (24)
- CYP Chipre (3)
- KOR Coreia do Sul (10)
- CRC Costa Rica (3)
- ESP Espanha (8)
- USA Estados Unidos (101)
- FIN Finlândia (53)
- FRA França (22)
- GBR Grã-Bretanha (48)
- GRE Grécia (3)
- HUN Hungria (3)
- ISL Islândia (6)
- ITA Itália (46)
- YUG Iugoslávia (15)
- JPN Japão (50)
- LIB Líbano (3)
- LIE Liechtenstein (7)
- MGL Mongólia (3)
- NOR Noruega (63)
- NZL Nova Zelândia (5)
- NED Países Baixos (29)
- POL Polônia (30)
- ROM Romênia (35)
- SWE Suécia (61)
- SUI Suíça (44)
- URS União Soviética (87)

## Quadro de medalhas
| Ordem | País                  | Medalha de ouro | Medalha de prata | Medalha de bronze |    |
| ----- | --------------------- | --------------- | ---------------- | ----------------- | -- |
| 1     | URS União Soviética   | 10              | 6                | 6                 | 22 |
| 2     | GDR Alemanha Oriental | 9               | 7                | 7                 | 23 |
| 3     | USA Estados Unidos    | 6               | 4                | 2                 | 12 |
| 4     | AUT Áustria           | 3               | 2                | 2                 | 7  |
| 5     | SWE Suécia            | 3               |                  | 1                 | 4  |

Fonte: Comitê Olímpico Internacional (Quadro de medalhas - Lake Placid 1980)

## Fatos e destaques
- A seleção amadora de hóquei no gelo dos Estados Unidos venceu a seleção profissional da União Soviética, considerada favorita, na fase final do torneio masculino. O feito ficou conhecido como Milagre no Gelo, e inspirou um filme chamado Miracle, lançado em 2004.